# Demokratický tábor
Demokratický tábor (hebrejsky המחנה הדמוקרטי‎, ha-Machane ha-demokrati) byla liberálně levicová politická aliance v Izraeli vytvořená mezi stranou Merec, Izraelskou demokratickou stranou, bývalou členkou Strany práce Stav Šafir a Zeleným hnutím, která kandidovala ve volbách do Knesetu v září 2019. Dne 19. prosince 2019 oznámila předsedkyně Zeleného hnutí Stav Šafir tiskovou konferenci, na které oznámila, že její strana opouští alianci a bude samostatně kandidovat ve volbách do Knesetu v roce 2020. Dne 7. ledna 2020 Demokratický tábor oznámil, že bude kandidovat ve volbách do Knesetu v roce 2020, tentokrát včetně stran Merec a Bechira demokratit.
Dne 13. ledna 2020 bylo oznámeno, že pro volby 2020 byla vytvořena nová kandidátní listina Strana práce–Gešer–Merec, ve které již Šafir nebyla. V této listině měl za Merec vyhrazené místo Ja'ir Golan.

## Historie
Dne 24. července se konala schůzka mezi Ehudem Barakem a Ísavím Farídžem, na níž byly uzavřeny různé dohody mezi jejich frakcemi. Strana Merec hlasovala 28. července o schválení dohody týkající se Demokratického tábora.
Dohoda zavazuje strany, že nevstoupí do koalice s pravicovou vládou, a prohlašuje: „Nepodáme ruku pravicové vládě v čele s Netanjahuem, ani pravicové vládě v čele s Netanjahuovými loutkami, a to v žádné situaci, v žádném scénáři, v žádném případě.“ Strany se rovněž zavazují „hájit demokratický charakter státu s důrazem na Nejvyšší soud, zrušit zákon o národním státě židovského lidu a podporovat mír a politické urovnání s palestinskými Araby“.

## Složení

### Bývalí členové
| Strana              | Ideologie             | Pozice                 | Předseda       | Počet poslanců Knesetu |
| ------------------- | --------------------- | ---------------------- | -------------- | ---------------------- |
| Merec               | sociální demokracie   | levice                 | Nican Horowitz | 6/120                  |
| Bechira demokratit  | sociální demokracie   | středolevice           | Ja'ir Golan    | 0/120                  |
| Demokratická strana | sociální liberalismus | středolevice až střed  | Ehud Barak     | 0/120                  |
| Zelené hnutí        | zelená politika       | levice až středolevice | Stav Šafir     | 0/120                  |

## Bývalí poslanci Knesetu
Demokratický tábor měl ve 22. Knesetu pět poslanců.
| #  | Poslanec       | Poznámky                                                                                                  |
| -- | -------------- | --- |
| 1. | Nican Horowitz | Předseda Demokratického tábora, předseda Merec, novinář                                                   |
| 2. | Stav Šafir     | Bývalá poslankyně Knesetu za Stranu práce, jedna z vůdkyni protestů za sociální spravedlnost v roce 2011. |
| 3. | Ja'ir Golan    | Bývalý zástupce náčelníka Generálního štábu                                                               |
| 4. | Tamar Zandberg | Bývalá předsedkyně Merec                                                                                  |
| 5. | Ilan Gil'on    | Poslanec Knesetu za Merec, bývalý místostarosta Ašdodu                                                    |

## Výsledky voleb
| Volby     | Předseda       | Hlasy   | %      | Pozice | Mandátů | +/– |
| --------- | -------------- | ------- | ------ | ------ | ------- | --- |
| září 2019 | Nican Horowitz | 192 495 | 4,34 % | 9.     | 5/120   | N/A |